# Lando Calrissian
Landonis Balthazar Calrissian III é um personagem fictício da franquia Star Wars. Apareceu pela primeira vez em O Império Contra-Ataca (1980) como um velho amigo de Han Solo e administrador da cidade das nuvens no planeta gasoso Bespin. Antes disso, Lando fez carreira como apostador, vigarista, playboy, engenheiro de minas e empresário, além de ter sido dono da Millennium Falcon até perdê-la para Solo em uma aposta. No filme, quando a cidade das nuvens é ameaçada pelo Império Galáctico, Lando relutantemente entrega Han Solo a Darth Vader, mas depois se redime ao ajudar os amigos de Solo a escapar das tropas imperiais. Em Return of the Jedi (1983), após se tornar general da Aliança Rebelde, Lando ajuda a resgatar Han de Jabba the Hutt e lidera os ataques contra a segunda Estrela da Morte.
Lando é interpretado por Billy Dee Williams na trilogia original, além da sequência The Rise of Skywalker (2019), marcando um dos maiores intervalos entre interpretação de um personagem pelo mesmo ator na história do cinema estadunidense. Donald Glover interpreta uma versão mais jovem dele no derivado Solo: A Star Wars Story (2018), que mostra o início de sua amizade com Han Solo.